# Hydraena densa
Hydraena densa är en skalbaggsart som beskrevs av Fauvel 1883. Hydraena densa ingår i släktet Hydraena och familjen vattenbrynsbaggar. Inga underarter finns listade i Catalogue of Life.